# Ministério do Interior (Tailândia)

O Ministério do Interior do Reino da Tailândia (em tailandês: กระทรวง มหาดไทย) é um ministério no Governo da Tailândia. O ministério tem amplas responsabilidades. Por exemplo, tem responsabilidade sobre: administrações locais, a segurança interna, cidadania, gestão de desastres, manejo da terra, emissão de bilhetes de identidade nacionais, e de obras públicas. O ministério é responsável pela nomeação dos 76 governadores das províncias da Tailândia . O ministro do interior é o chefe do ministério. Ele é nomeado pelo Rei da Tailândia no conselho do primeiro-ministro. Desde 30 de agosto de 2014, o chefe do ministério foi aposentado Geral Anupong Paochinda . Ele é auxiliado por um vice-ministro.